# Urenco
El grup Urenco (nom oficial en anglès: Urenco Limited) és un consorci britànic–alemany–neerlandès productor de combustible nuclear que gestiona diverses plantes d'enriquiment d'urani mitjançant la tecnologia d'ultracentrífuga a Alemanya, Països Baixos, Estats Units i Regne Unit. L'empresa es va fundar el 1970, després de la signatura del tractat d'Almelo que establia acords diplomàtics sobre la seva creació.
El nom significa UR anium EN richment CO mpany (empresa d'enriquiment d'urani) i està basada en les investigacions fetes durant i després de la segona guerra mundial per Jacob Kistemaker, Gernot Zippe i Max Steenbeck, físics de reconegut prestigi internacional.
Urenco Limited té la seu a Stoke Poges, Buckinghamshire, i està registrada al Regne Unit, subministra centrals nuclears a uns divuit països i tenia, l'any 2013, una quota de mercat aproximada del 30% mundial.
La filial d'Urenco, Urenco Enrichment Company, és responsable de vendes, subministrament i logística. Les filials Urenco Nederland, Urenco Deutschland, Urenco UK i Urenco USA gestionen les plantes d'enriquiment respectives d'Almelo (Països Baixos), Capenhurst (Regne Unit), Gronau (Alemanya) i Eunice (EUA).
Urenco està participada pels governs del Regne Unit, els Països Baixos i Alemanya amb una tercera part cadascun. El percentatge alemany el mantenen a parts iguals les companyies energètiques RWE i E.ON. La venda de participacions està sotmesa a algunes restriccions.
L'Euratom Supply Agency a Luxemburg, en nom de l'Agència Internacional d'Energia Atòmica (AIEA), supervisa el subministrament de matèries primeres de i per a les fàbriques d'Urenco de la Unió Europea.

## Controvèrsies
- A la dècada de 1970, l'enginyer i físic nuclear pakistanès, Abdul Qadeer Khan, que treballava a Physical Dynamics Research Laboratory (FDO), una empresa subcontractista d'Urenco a Almelo, va deixar el seu lloc de treball inesperadament i va tornar al Pakistan emportant-se, sense autorització de la companyia i del govern neerlandès, els dissenys i plànols de les centrífugues utilitzades per Urenco. A principis del 1974, el doctor Khan es va incorporar al programa d'enriquiment d'urani iniciat per Munir Ahmad Khan sota el mandat de Zulfikar Ali Bhutto, primer ministre en aquell moment. Més tard, es va fer càrrec del projecte i va fundar els Engineering Research Laboratories (ERL), reanomenats posteriorment com a Khan Research Laboratories en honor seu, on amb la implantació de la tecnologia Urenco va produir urani altament enriquit que va permetre al Pakistan realitzar les primeres proves nuclears. Khan també va ser acusat de transferir la tecnologia Urenco a l'Iran, Líbia, i Corea del Nord.[10]

- El maig de 1985, el Consell de les Nacions Unides per a Namíbia (UNCN) va decidir emprendre accions legals contra Urenco per incomplir el decret número 1 de la UNCN que prohibia qualsevol explotació de recursos d'origen namibià a Sud-àfrica. Es preveia que el cas estigués llest a finals de 1985, però es va endarrerir perquè Urenco va argumentar que, tot i haver enriquit urani d'origen namibià des de 1980, era impossible saber d'on provenien els enviaments específics. Quan el cas finalment va arribar a disposició judicial el juliol del 1986, el govern neerlandès es va alinear amb Urenco, tot al·legant que mai no va saber d'on s'extreia l'urani.[11]

- Segons Greenpeace, Urenco té un contracte permanent amb Rússia per a l'eliminació de residus radioactius. En realitat, aquests contractes no es relacionen amb l'eliminació de residus, sinó amb la venda de cues d'urani esgotades, que s'enriqueixen a l'equivalent d'urani natural. Com a enriquidor, Rússia seria la propietària de qualsevol residu radioactiu que resulti d'aquest procés. El març de 2009, hi va haver protestes contra la càrrega més gran d'hexafluorur d'urani esgotat que es transportava d'Alemanya a la ciutat siberiana de Seversk.[12]